# Xã Oskaloosa, Quận Clay, Illinois
Xã Oskaloosa (tiếng Anh: Oskaloosa Township) là một xã thuộc quận Clay, tiểu bang Illinois, Hoa Kỳ. Năm 2010, dân số của xã này là 322 người.